# LTP Men's Open
L'LTP Men's Open è un torneo professionistico di tennis maschile che fa parte del circuito Challenger. Si gioca dal 2022 sui campi in cemento all'aperto dell'LTP Mount Pleasant a Charleston, negli Stati Uniti.
Con il torneo in corso di svolgimento, la prima edizione fu annullata per ragioni di sicurezza in vista dell'imminente arrivo in città dell'uragano Ian.

## Albo d'oro

### Singolare
| Anno | Campione                            | Finalista                           | Punteggio                           |
| ---- | ----------------------------------- | ----------------------------------- | ----------------------------------- |
| 2024 | Edas Butvilas                       | Nishesh Basavareddy                 | 6–4, 6–3                            |
| 2023 | Abedallah Shelbayh                  | Oliver Crawford                     | 6–2, 6(5)–7, 6–3                    |
| 2022 | Cancellato a causa dell'uragano Ian | Cancellato a causa dell'uragano Ian | Cancellato a causa dell'uragano Ian |

### Doppio
| Anno | Campioni                            | Finalisti                           | Punteggio                           |
| ---- | ----------------------------------- | ----------------------------------- | ----------------------------------- |
| 2024 | Luke Saville Tristan Schoolkate     | Calum Puttergill Dane Sweeny        | 6(3)–7, 6–1, [10–3]                 |
| 2023 | Luke Johnson Skander Mansouri       | Nicholas Bybel Oliver Crawford      | 6–4, 6–4                            |
| 2022 | Cancellato a causa dell'uragano Ian | Cancellato a causa dell'uragano Ian | Cancellato a causa dell'uragano Ian |